# Американсько-ізраїльський комітет громадських зв'язків
Америка́нсько-ізра́їльський коміте́т грома́дських зв'язкі́в (ЕЙПАК; англ. American Israel Public Affairs Committee AIPAC) — організація, метою якої є лобіювання інтересів Ізраїлю в Уряді та Конгресі США. Організація має численних представників з єврейської громади, різних політичних партій та рухів країни. Протягом декількох років AIPAC визнали другим за впливовістю лобі в країні, попереду таких, як Національна Стрілецька Асоціація (NRA). Критики звинувачують організацію в занадто сильному впливу на зовнішню політику США, іноді шкідливому, на їхню думку для інтересів країни. Нинішнім президентом AIPAC є Ліліан Пінкус.
Одне з декількох проізраїльських лобістських організацій в США AIPAC заявляє, що в ньому є понад 100 000 членів, 17 регіональних офісів та «величезний пул донорів». Конгрессмен Бред Шерман з Каліфорнії назвав AIPAC «єдиною найважливішою організацією в просуванні альянсу США-Ізраїль». Крім того, організацію назвали однією з найпотужніших лобістських груп в США . Група не збирає коштів для самих політичних кандидатів, але її члени збирають гроші для кандидатів через PAC, допомагаючи AIPAC заснуватись та іншими способами.
Його критики заявили, що він виступає в ролі агента ізраїльського уряду з «задушенням» на конгресі Сполучених Штатів з його могутністю та впливом . Групу звинувачують в тому, що він сильно зв'язаний з партією Лікуд із Ізраїлем та Республіканською партією в США, однак представник AIPAC назвав це «злісною неправильною характеристикою». The Washington Post описав сприйняті відмінності між AIPAC і J Street: 
| Хоча обидві групи називають себе двопартійними, АІПАК завоював підтримку з боку переважної більшості республіканських євреїв, тоді як Дж. Стріт представляє себе як альтернативу для демократів, які почули незручність як з Політика Нетаньяху та консерватори "стікаються в АІПАК. |
АІПАК, з іншого боку, описує себе як двопартійну організацію, а законопроєкти, які він лобіює в Конгресі, завжди спільно фінансуються як демократами, так і республіканцями . Прихильники АйПАК заявляють, що його двопартійність можна побачити на його щорічній політичній конференції, яка в 2016 році включала кандидатури як основних партій — демократів Гілларі Клінтон та республіканців Дональд Трамп, так і високопоставлені демократи, включаючи віце-президента Джо Байдена, і високопоставлені Республіканці, включаючи спікера палати Пауля Райана.

## Історія заснування
У 1953 році був заснований Американський сіоністський комітет громадських зв'язків, на чолі якого став Айзея Л. Кенен. Причиною виникнення вважають загострення відносин між американськими сіоністами і адміністрацією президента Ейзенхауера. Комітет був заснований для організації лобіювання уряду країни для досягнення позитивних рішень для Ізраїлю і сіоністських організацій Америки. Змінивши назву на теперішню, організація досягла неабияких успіхів залучивши до своїх рядів більш як 100,000 членів і зокрема таких провідних, як президент і віце-президент США, його батько Джордж Буш, Білл Клінтон та Гілларі Клінтон, Барак Обама, Джон МакКейн та інші.
Комітет був заснований в 1951 році Ісаї Л. «Si» Kenen. Кенен спочатку керував американським сіоністським комітетом у справах громадськості як лобістський підрозділ американського сіоністського ради. До цього Кенен був співробітником міністерства закордонних справ Ізраїлю. За словами журналіста Конні Брук, AIPAC була заснована в 1963 році і очолювана Кененом до його виходу на пенсію в 1974 році. Кенен був «старомодним лібералом», за словами колишнього журналіста-добровольця AIPAC М.Дж. Розенберга, який не прагнув виграти підтримку, пожертвувавши кампаній або іншим чином впливає на вибори, але готовий «грати рукою, якою ми маємо справу».
Майкл Орен пише в своїй книзі «Сила, віра і фантазія: Америка на Близькому Сході» з 1776 по теперішній час "Хоча заснована в 1953 році, АІПАК мала лише в середині 70-х років, досягла фінансового та політичного впливу, необхідного для того, щоб розгортати конгрес Всупереч опозиції з обох палат Конгресу, президент США Джеральд Форд скасував свою «переоцінку». "Джордж Ленцовський відзначає подібний, середині 1970-х років, термін для підйому влади АІПАК. «Це [Президентство Картера] також збігається з бойовим виходом Комітету з суспільних відносин в Америку Ізраїлю (AIPAC) як основної сили у формуванні американської політики на Близькому Сході». Він також зазначає, що цей період також збігається з великою зміною політики уряду Ізраїлю, пов'язаної з виборами Менахем Бегін в Ізраїлі.
У 1980 році Томас Дійн став виконавчим директором АІПАК та розробив його масові кампанії. До кінця 1980-х років рада директорів АІПАК «переважала» чотирьох успішних бізнесменів-Майєра (Бубба) Мітчелла, Едвард Леві, Роберт Ашер та Ларрі Вайнберг.
У 2005 році аналітик Пентагону Лауренс Франклін визнав винним у шпигунських звинуваченнях у передачі державних секретів США директору політики AIPAC Стівену Розену та старшому аналітику Ірану Кейту Вайссману AIPAC, що називається шпіонським скандалом AIPAC. Розен і Вайсман пізніше звільнили АІПАК. У 2009 році звинувачення проти колишніх співробітників АІПАК було знято.

## Цілі, дії, успіхи
Зазначена мета AIPAC — лобіювати з'їзд Сполучених Штатів з питань та законодавства, пов'язаних з Ізраїлем. AIPAC регулярно проводить зустрічі з членами Конгресу та проводить заходи, де він може поділитися своїми поглядами. AIPAC не є комітетом з політичних дій та безпосередньо не пожертвував внески кампанії. Однак Джош Рейнштейн, президент Фонду «Ізраїльські союзники», вважає неформальну християнську підтримку Ізраїлю «більш впливовою, ніж АІПАК»

##### Генерування підтримки серед розробників політики
Томас Дійн розробив мережу впливу на кожного члена конгресу. «Вітальне ядро» членства АІПАК — американських євреїв — становило менше 3 % населення США і було зосереджено лише в дев'яти штатах. Але, хоча АІПАК не зможе доставити значну кількість єврейських виборців більшості обраних посадовців, він може доплатити кампанії.
АІПАК створив «засідання» в кожному окрузі Конгресу, де працівники організували там будь-які євреї. Внесені кампанії внески були розподілені та розподілені між округами, і де вони будуть корисними. За словами журналіста Конні Брук, до кінця 1980-х років «десятки» комітетів політичних дій не мали формальних зв'язків з АІПАК, але лідер часто був членом. Журнал «Уолл Стріт Джордж» повідомляє, що в 1987 році щонайменше 51 із 80 проізраїльських ПАК діяли чиновниками АІПАК. The Washington Post заявляє, що AIPAC
"Вебсайт, в якому детально висвітлено, як члени Конгресу проголосували за основні питання AIPAC, та інсайдерська програма AIPAC Insider, глянцевий журнал, що перешкоджає тісним політичним перегонам, розглядається тисячами потенційних донорів. Про-Ізраїльські інтереси внесли $ 56,8 млн в індивідуальні групи, а також пожертвування м'якими грошами до кандидатів у федеральні та партійні комітети з 1990 року, за даними незалежного Центру реагуючої політики. У період між 2000 та 2004 роками вибори, 50 членів ради AIPAC пожертвували в середньому 72000 доларів на кампанії та політичні дії комітети ".
За словами Дін, у 80-х і 90-х роках внесок членів АІПАК часто складав «приблизно від 10 до 15 % від звичайного бюджету кампанії конгресу».
АІПАК впливає на законодавців іншими способами:
- що відповідає членам АІПАК із загальними інтересами для конгресмена / сенатора, щоб служити їм контактом
- ретельно куративні поїздки до Ізраїлю для законодавців та інших людей, що формують думку, всі витрати, що сплачуються благодійною організацією АІПАК. Тільки в 2005 році понад 100 членів Конгресу відвідали Ізраїль кілька разів.
- культивування потенційних політиків, таких як президенти студентської ради. У коледжах це забезпечує «підготовку політичного лідерства» для студентських студентських груп. Це зусилля, спрямоване на «посилення проазралійського руху серед учнів на кампусах по всій країні».
- співчуття Ізраїлю серед широкої громадськості.

За даними єврейської віртуальної бібліотеки з 1967 по 2012 рік, опитування громадської думки виявили симпатію до Ізраїлю: «від 32 до 64 відсотків, в середньому 46 відсотків», і співчуття арабам коливається «від 1 до 30 відсотків і в середньому становить лише 12 відсотків».
АІПАК підтримав вірних довірених осіб (таких як сенатор Лоуелл Вейкер) навіть тоді, коли він виступав проти єврейських кандидатів, і працював над тим, щоб позбавити палестинських представників (конгресмена Пол Фіндлі) або кандидатів, сприйманих як несимпатичні для Ізраїлю (сенатор Чарльз Х. Персі). [ 6] Тим не менш, єврейська діюча конгресменка Ян Шаковскі, яка підтримувала хороші відносини з АІПАК та отримала вступні події своїми членами, була проти цієї групи на гонках 2010 року після того, як вона була схвалена адвокатською групою J Street.
На думку колишнього конгресмена Брайана Берда, «Будь-який член Конгресу знає, що АІПАК пов'язано непрямим чином з значними витратами кампанії, якщо ви з ними, а значні суми проти вас, якщо ви не з ними».
«Кошти, пов'язані з АІПАК» становили близько 200 тисяч доларів у кожній його кампанії для офісу — «і це двісті тисяч людей, що йдуть у вашому шляху, а навпаки — чотири сотні тисяч доларів».

##### Цілі
AIPAC рішуче підтримує суттєву американську допомогу Ізраїлю. Наприклад, у березні 2009 року виконавчий директор АйПАК Ховард Кохр виступив у підкомітеті зовнішніх операцій Комітету з питань асигнувань та запросив, щоб Ізраїль отримав 2,775 мільярда доларів США на військову допомогу у 2010 фінансовому році, як це вимагається в Меморандумі про взаєморозуміння між Україною, ЄС і Ізраїлем, який виділяє 30 мільярдів доларів на допомогу для єврейської держави протягом 10 років. Кохр заявив, що «американська допомога Ізраїлю служить життєво важливим інтересам США в галузі національної безпеки та сприяє вирішальним цілям зовнішньої політики США». Військове обладнання, яке Ізраїль повинен придбати для того, щоб протистояти підвищеній загрозі тероризму, ісламський радикалізм стає дедалі дорожчим через нещодавнє зростання цін на нафту, що дозволило таким країнам, як Іран, збільшити свої військові бюджети, за словами Кохра.
Зазначені цілі АІПАК включають тиск на палестинський орган щодо виконання своїх зобов'язань щодо боротьби з тероризмом та підбурювання до Ізраїлю, з метою досягнення мети створити дві держави (один єврейський, один арабський) в територіальних володіннях Ізраїлю. Вони також хочуть зміцнити двосторонні відносини через спільну розвідку та зовнішню військову та економічну допомогу Ізраїлю, засудити дії іранського уряду в досягненні ядерного статусу та допитуванню про Голокост і стягнення фінансових обмежень з метою стримування ядерного розвитку Ірану.
AIPAC підтримує участь США у мирному процесі та офіційно виступає за рішення двох держав, засноване на прямих переговорах між ізраїльтянами та палестинцями. Він підтримує продовження вступу США до «переговорів з прийняттям Ізраїлю потреб в безпечних, визнаних і оборонних межах, з розумінням того, що Ізраїль повинен визначити власні вимоги безпеки». Він також заявив про підтримку підтримки США палестинським поміркованим особам, додавши, що така підтримка ", швидше за все, призведе до прориву в ізраїльсько-палестинських переговорах, оскільки Ізраїль буде більш готовий ризикувати для світу, коли його вимоги щодо безпеки будуть розглядатися, і коли Сполучені Штати підтримують свої зусилля ".
```
Конгресмен Джим Моран заявив, що АІПАК "почав [іракську війну] з самого початку". У звіті The New Yorker також повідомлялося, що AIPAC лобіював Конгрес на користь війни. Проте, згідно з єврейськими новинами, AIPAC ніколи не підтримував та не лобіював війну в Іраку. За словами оглядача у "Washington Post", "як тільки стало зрозуміло, що адміністрація Буша налаштована вийти на війну [в Іраку], AIPAC зрадив з-під опущення ... Деякі спостерігачі заявляли, що офіційна мовчання викликає занепокоєння, пов'язане з Ізраїлем війна
```

Офіційна позиція АІПАК щодо Ірану — заохочувати сильні дипломатичні та економічні реакції, координуючі між урядом Сполучених Штатів, його європейськими союзниками, Росією та Китаєм.
У 2012 році АІПАК закликав до «руйнування» санкцій проти Ірану у листі до кожного члена Конгресу США. Відповідно до цього підходу, АІПАК лобіювався до введення економічних ембарго та збільшення санкцій проти Ірану (відомий як Акт про вільну торгівлю ядерним озброєнням від 2013 року). Проте, згідно з даними «Нью-Йорк Таймс», його зусилля «зупинилися після жорсткого опору від президента Обами».

##### Успіхи
АІПАК порівнювався з вогнепальною зброєю, банківськими, оборонними та енергетичними лобіями, оскільки «довгий» є «особливістю політики у Вашингтоні». У її рекламній літературі зазначається, що в ході щорічної політичної конференції «прийде більше членів Конгресу, ніж практично будь-яка інша подія, за винятком спільного засідання Конгресу або адреси держави Союзу». «Нью-Йорк Таймс» назвав АІПАК «основною силою у формуванні політики Сполучених Штатів на Близькому Сході» [44], яка здатна висувати численні законопроєкти через Конгрес. «Як правило» ці «проходять одностайними голосами». У 2009 році резолюція Палати представників, в якій засудили доповідь Голдстоуна ООН про порушення прав Ізраїлю в секторі Газа, надійшло від 344 до 36.
У 1997 році журнал Fortune назвав другий наймогутнішою групою впливу AIPAC у Вашингтоні, округ Колумбія. За повідомленням журналіста Кінні Брук, AIPAC змогла «підтримати Конгресу» і заборонити будь-якому президенту, який хоче вести переговори з Ізраїлем за допомогою " багатомільярдні пакети військової допомоги, що надходять до Ізраїлю щороку «, як важелі, передаючи фінансування та відібравши цю» найсильнішу переговорну позицію ".
AIPAC консультує членів Конгресу про проблеми, що стоять перед сьогоднішнім Близьким Сходом, включаючи небезпеку екстремізму та тероризму. Це був ранній прихильник антитерористичного акту 1995 року, який призвів до збільшення ресурсів ФБР, які були прихильні боротьбі з тероризмом, а також розширеною федеральною юрисдикцією у переслідуванні кримінальної діяльності, пов'язаної з тероризмом.
АІПАК також підтримав фінансування ряду ізраїльських військових проєктів, що призвели до нових доповнень до арсеналу збройних сил Сполучених Штатів. Одним з таких результатів є виготовлення ізраїльської системи протиракетної стрілки на заводі Boeing у Хантсвілі, штат Алабама, для використання як Сполученими Штатами, так і Ізраїлем. Крім того, американські військові купили ізраїльську танкову зброю, безпілотні літальні апарати та інші технології для використання в його операціях.
АІПАК також лобіює фінансову допомогу з боку Сполучених Штатів в Ізраїль, допомагаючи щорічно залучати до трьох мільярдів внесків, що робить Ізраїль «найбільшим сукупним отримувачем зовнішньої допомоги з боку Сполучених Штатів з часів Другої світової війни» [49]. Крім того, результатом зусиль АІПАК є численні виняткові положення, недоступні для інших американських союзників. [Потрібно вказати на це запитання.] Згідно з даними дослідницької служби Конгресу (CRS), це включає надання допомоги "як усі грошові перекази, які не надаються для конкретних проєктів, і … перераховується як одноразову суму в перший місяць фінансового року, а не періодично зростає. Ізраїль має право витратити близько чверті військової допомоги для закупівлі в Ізраїлі товарів і послуг оборони, включаючи дослідження і розвиток, а не в Сполучених Штатах ".
У Вашингтонській доповіді з проблем Близького Сходу загальна допомога оцінюється з 1949 року приблизно в 108 мільярдів доларів.
Комітет політичних дій Індії (USINPAC), який працює в США та намагається наслідувати успіх AIPAC, USINPAC вважає АІПАК «Золотим стандартом з точки зору політичної активності».

## Політична конференція
Дональд Трамп, виступаючи на конференції політики AIPAC 2016 року.
Щорічна конференція AIPAC Policy являє собою найбільше збори проазралійського руху, а число учасників продовжує зростати. Засідання та заходи з питань політики проводяться в конференц-центрі Уолтера Е. Вашингтона на площі Маунт-Вернон у Вашингтоні, округ Колумбія, та в сусідньому готелі Marriott Marquis Washington, D.C. У 2016 році в Центрі Verizon були проведені загальні сесії Політичної конференції для розміщення великої натовпу. Тисячі делегатів з усіх п'ятдесяти держав щорічно відвідують головну подію, щоб почути політиків та прихильників, які обговорюють шляхи зміцнення альянсу США та Ізраїлю.
Конференція складається з секційних засідань під керівництвом експертів під час тематики сесії та загальних сесій, під час яких делегати можуть почути основні доповідачі конференції. Слайд-шоу, як правило, набагато менше, ніж загальні сесії, при цьому кількість учасників становить сотні.

##### 2014
Більше 14 тисяч делегатів взяли участь у конференції 2014 року, яка заявляє про себе «трьома найважливішими днями, що впливають на майбутнє Ізраїлю». Спікери, в тому числі президенти та прем'єр-міністри, говорять про важливість відносин між США та Ізраїлем.

##### 2016
У 2016 році майже 20 тисяч делегатів взяли участь у конференції AIPAC Policy; приблизно 4000 таких делегатів були американськими студентами. Вперше в історії АІПАК загальні сесії Конференції з питань політики були проведені у Вашингтоні, Verizon Center D.C., з метою залучення великої кількості делегатів. Серед основних доповідачів були віце-президент Джо Байден, колишній державний секретар Гілларі Клінтон, опозиційний президент республіки Дональд Трамп, губернатор Джон Касіч, сенатор Тед Круз та спікер Павло Райан. Прем'єр-міністр Ізраїлю Бенджамін Нетаньяху, який раніше спілкувався в AIPAC, особисто звернувся до Конференції з питань політики через супутник в останній день конференції. Сенатор Берні Сандерс вирішив не відвідувати конференцію. Також присутні багато членів Конгресу та високопоставлених військових чиновників з усього світу.

## Видатні офіцери та прихильники

##### Список президентів
- Говард Фрідман, 2006—2008
- Емі Фрідкін, 2004—2006 рр., Сан-Франциско, яка активно працює в масових єврейських організаціях.
- Берніс Манохеріан, 1984—1986
- Тім Уілігер, 1980—1981, інвестор Клівленда
- Лонн Каплан, 1978—1980 роки, штат Нью-Джерсі.
- Мелвін Доу, 1976—1978 рр., Адвокат Х'юстона
- Стівен Гроссман, 1976—1976 рр., Керівник комунікацій та голова Демократичної партії
- Девід Штайнер, Девід Штайнер, 1970—1976, Нью-Джерсі, девелопер
- Ларрі Вайнберг, 1968—1970 рр., Брокер з нерухомості в Лос-Анджелесі (і колишній власник Portland Trail Blazers)
- Майер «Бубба» Мітчелл, 1965—1968 рр., Дилер з металобрухту в м. Мобайл, штат Алабама
- Едвард Леві, молодший, 1964—1965 рр., Виконавчий директор будівельних компаній в Детройті
- Роберт Ашер, 1962—1964, дилер світлотехніки в Чикаго

##### Прихильники
Прихильники
AIPAC має широку базу прихильників як в Конгресі, так і за її межами.
Підтримка членів Конгресу включає більшість членів Демократичної та Республіканської партій. Конференція з політичних питань AIPAC 2011 року включала відвідування приблизно 2/3 Сенату та Палати представників США, в тому числі президента Барака Обами, лідера Сенату з питань національних меншин Гаррі Рейда та спікера палати Джона Боннера. За даними AIPAC, щорічна конференція з питань політики є друге місце лише за адресою держави союзу для числа федеральних чиновників, які відвідують організовану подію.
Багато політичних лідерів звернулися до конференцій АІПАК, включаючи колишнього президента Білла Клінтона, віце-президентів Джо Байдена та Майка Пенс, міністра доходів меншин Еріка Кантора та державного секретаря Гіларі Клінтон. Серед інших ораторів були видатні сенатори, такі як Джон Керрі, Джо Ліберман, Джон Маккейн, а також нинішні та колишні члени керівництва обох партій Конгресу, а також нинішні та колишні прем'єр-міністри Ізраїлю.
Історик і колишній посол Ізраїлю в Америці Майкл Орен стверджував у своєму бестселеві, Power, Faith та Fantasy 2007 року, що сильна американська підтримка Ізраїлю випливає з пуритано-республіканських коренів самих Сполучених Штатів. [Потрібна цитата]
Сенатор Джон Маккейн заявив у своєму виступі на конференції 2008 AIPAC: "Це зв'язки між Америкою та Ізраїлем, що критики нашого альянсу ніколи не розуміли, /../ це тому, що вони не повністю розуміють любов до свободи і прагнення до справедливості ".
Реф Роберт Векслер (D-FL) стверджував, що Америка підтримує Ізраїль, бо вони поділяють фундаментальні цінності як «люди, що люблять свободу», які «заслуговують на те, щоб мати вільну і безпечну державу». «Ненсі Пелозі так само заявив, що» Америка та Ізраїль поділяй нерозривний зв'язок: в мирі та війні, а також в процвітання та в труднощах ".
Раббі Стівен Вейл, виконавчий віце-президент Православного Союзу виступає в ролі вченими на 2010 рік на національному саміті у Південній Флориді
Раббі Джоел Ландау, виконавчий директор Izrael Up Close Productions, який представляє Ізраїль та юдаїзм

## Американський освітній фонд Ізраїлю
Американський освітній фонд Ізраїлю є «сестринською організацією» АІПАК, яка керує «навчальною» роботою, а не лобіюванням. Це неприбуткова освітня організація, яка проводить освітні програми, включаючи спонсорство законодавців США з навчальних поїздок до Ізраїлю.
Поїздки AIEF для конгресменів у США відбуваються кожні два роки, стаючи «найпопулярнішим учасником поїздки Конгресу» у ті роки. Влітку 2011 року фундамент спонсорувався тижневими поїздками 81 конгресмена США: 55 республіканців та 26 демократів. Вони поїхали в Ізраїль та на Західний берег і відвідали Шимона Переса та Біньяміну Нетаньяху (прем'єр-міністра Ізраїлю) та Махмуда Аббаса (президента Палестинської адміністрації). Критики скаржаться на те, що поїздки є пропагандою, а не освітою, і не розповідають палестинській «стороні історії». Інші освітні заходи включають регулярні семінари для співробітників Конгресу.

## Суперечки
Колишній сенатор Вільям Фулбрайт у 1970-х роках, а колишній старший офіцер ЦРУ Віктор Маркетті в 1980-х роках стверджував, що АІПАК повинен був зареєструватися за Законом про реєстрацію іноземних агентів (ФАРА). [ФАРА вимагає від тих, хто отримує кошти або діє від імені іноземне уряд зареєструвати як іноземний агент. Проте, AIPAC заявляє, що ця організація є зареєстрованою американською групою лобіювання, яка фінансується за рахунок приватних пожертвувань, і вважає, що вона отримує «ніякої фінансової допомоги» від Ізраїлю чи будь-якої іншої іноземної групи.
У 2006 році представник Бетті МакКолум (DFL) Міннесоти вимагав вибачення від АІПАК, заявивши, що представник АІПАК розповів про своє голосування проти Палестинського антитерористичного акта 2006 року як про «підтримку терористів». МакКоллум заявив, що представникам AIPAC не буде дозволено входити в її кабінет, поки вона не отримає письмове вибачення за коментар. AIPAC оскаржила вимогу МакКолума, і МакКолум з тих пір заявив про інцидент.

## Відставки
У 1992 році президент АПАК Девід Штайнер був змушений піти у відставку після того, як він був записаний, похвалившись про його політичний вплив у отриманні допомоги для Ізраїлю. Штайнер також стверджував, що у нього є
Зустрічався з (тоді Бушем Держсекретарем США) Джимом Бейкером, і я вирішив з ним угоду. Я отримав, крім 3 мільярдів доларів, ви знаєте, що вони шукають єврейські голоси, і я скажу йому, чого він хоче почути … Крім того, 10 мільярдів гривень на гарантії позики, що було неймовірним, 3 мільярди доларів за кордоном, у військовій підтримці, і я отримав майже мільярд доларів в інших цукерках, про які люди навіть не знають.
Штайнер також заявив, що «веде переговори» з вхідною адміністрацією Клінтона над тим, кого Клінтон призначить державним секретарем та секретарем Агенції національної безпеки. Штайнер заявив, що в АІПАК «десятки людей у кампанії [Клінтона], в штаб-квартирі … в Літл-Рок, і всі вони збираються отримувати великі робочі місця».
Нью-Йорк, забудовник нерухомості Хаїм Катц, сказав «The Washington Times», що він підписав цю бесіду, тому що «як хтось єврейський, я стурбований тим, коли невелика група має непропорційну владу. Я думаю, що це боляче всіх, включаючи євреїв.» Якщо Девід Штайнер хоче поговорити про неймовірний, непропорційний вплив AIPAC, громадськість повинна знати про це ".

## Шпигунські твердження
У квітні 2005 року директором політики AIPAC Стівеном Розеном та старшим аналітиком Ірану Кейтом Вайсманом AIPAC було звільнено AIPAC під час розслідування ФБР щодо того, чи вони передали секретну інформацію США, отриману від Лоуренса Франкліна, уряду Ізраїлю. Їм пізніше було пред'явлено звинувачення у незаконному змові щодо збору та розкриття секретної інформації про національну безпеку Ізраїлю. AIPAC погодився виплатити судові витрати за захист Вайсмана через апеляцію, якщо це необхідно, але згодом звинувачення було знято.
У травні 2005 року Міністерство юстиції оголосило, що Лоренс Ентоні Франклін, полковник резервів під проводом ВМС США, який працював аналітиком міністерства оборони в Пентагоні в офісі Дугласа Фейта, був заарештований та звинувачений ФБР в наданні секретної інформації про національну оборону до Ізраїлю. Шість підрахунків кримінальної скарги визначили AIPAC за назвою та описали зустріч на сніданок, в якій нібито Франклін розкривав секретну інформацію двом офіційним особам АІПАК.
Франклін визнав себе винним у передачі державних секретів Розену і Вайсману і вперше з'ясував, що він також передавав секретну інформацію безпосередньо урядові уряду Ізраїлю у Вашингтоні. 20 січня 2006 р. Він був засуджений до 151 місяця (майже 13 років) у в'язницю та оштрафований на 10 000 доларів США. У рамках скарги, Франклін погодився співпрацювати у великому федеральному розслідуванні. Всі звинувачення проти колишніх співробітників АІПАК були зняті в 2009 році.

## Діяльність
Комітет концентрує свою увагу на надання допомоги США Ізраїлю на зовнішньополітичній арені і зокрема:
- запровадженні вето США при прийнятті рішень ООН спрямованих проти Ізраїлю.
- на заходах, щоб примусити Іран позбутися ядерної зброї
- на формуванні впливу США на країни, які налаштовані вороже по відношенню до єврейської держави
- військовій допомозі Ізраїлю
- наданні значної щорічної фінансової допомоги Ізраїлю

Комітет також займається координацією діяльності американських про-ізраїльських організацій, таких як Антидефамаційна ліга та інших, заохочення підтримки про-ізраїльські налаштованих політиків країни. Щорічно дані про голосування в Конгресі США публікуються в виданнях комітету і організація заохочує політичних донорів підтримувати про-ізраїльських політиків.

## Критика
Критики вказують на однобічну підтримку комітетом тільки певних політичних сил в Ізраїлі, налаштованих проти компромісу на Близькому сході й ігнорування поміркованих сил у країні. Деякі американські політики також вказують на те, що ЕЙПАК представляючи іноземний уряд мусить зареєструватися як агент іноземної держави і не змішувати питання безпеки Ізраїлю з питанням безпеки США. Ця критика була дещо ґрунтовніше відображена в дослідженні професорів Стівена Волта з Гарварду та Джона Міршаймера з Чиказького університету «Ізраїльське лобі і зовнішня політика США», в якій обидва науковці стверджували, що лобі стало занадто впливовим, і до такої міри що воно завдає шкоди зовнішній політиці США спрямовуючи її виключно на інтереси Ізраїлю. В цьому дослідженні також вказувалося на тиск, який чиниться на урядовців і парламентаріїв, які мають розходження з точкою зору ізраїльського лобі. Журналіст Александр Коберн зокрема вказував на приклади, коли політиків, які не підтримували Ізраїль було фактично вижито з політики і відкрито підтримувалися їхні опоненти.